# CYTB
CYTB (англ. Cytochrome b) – білок, який кодується однойменним геном, який у людей є частиною мітохондріальної ДНК. Довжина поліпептидного ланцюга білка становить 380 амінокислот, а молекулярна маса — 42 718.
| 10         |  | 20         |  | 30         |  | 40         |  | 50         |
| ---------- |  | ---------- |  | ---------- |  | ---------- |  | ---------- |
| MTPMRKTNPL |  | MKLINHSFID |  | LPTPSNISAW |  | WNFGSLLGAC |  | LILQITTGLF |
| LAMHYSPDAS |  | TAFSSIAHIT |  | RDVNYGWIIR |  | YLHANGASMF |  | FICLFLHIGR |
| GLYYGSFLYS |  | ETWNIGIILL |  | LATMATAFMG |  | YVLPWGQMSF |  | WGATVITNLL |
| SAIPYIGTDL |  | VQWIWGGYSV |  | DSPTLTRFFT |  | FHFILPFIIA |  | ALATLHLLFL |
| HETGSNNPLG |  | ITSHSDKITF |  | HPYYTIKDAL |  | GLLLFLLSLM |  | TLTLFSPDLL |
| GDPDNYTLAN |  | PLNTPPHIKP |  | EWYFLFAYTI |  | LRSVPNKLGG |  | VLALLLSILI |
| LAMIPILHMS |  | KQQSMMFRPL |  | SQSLYWLLAA |  | DLLILTWIGG |  | QPVSYPFTII |
| GQVASVLYFT |  | TILILMPTIS |  | LIENKMLKWA |  |            |  |            |

A: Аланін

C: Цистеїн

D: Аспарагінова кислота

E: Глутамінова кислота

F: Фенілаланін

G: Гліцин

H: Гістидин

I: Ізолейцин

K: Лізин

L: Лейцин

M: Метіонін

N: Аспарагін

P: Пролін

Q: Глутамін

R: Аргінін

S: Серин

T: Треонін

V: Валін

W: Триптофан

Задіяний у таких біологічних процесах, як транспорт, транспорт електронів, дихальний ланцюг. 
Білок має сайт для зв'язування з іонами металів, іоном заліза, гемом, убіхіноном. 
Локалізований у мембрані, мітохондрії, внутрішній мембрані мітохондрії.